# 島松站
島松站（日语：／ Shimamatsu eki */?）是一個位於日本北海道惠庭市島松仲町1丁目1，屬於北海道旅客鐵道（JR北海道）、日本貨物鐵道（JR貨物）千歲線的鐵路車站。曾經有急行「千歲」停車。JR北海道的車站編號是H08。電報略號是ママ。
站名來自阿伊努語的「suma-oma-p」（有石頭的河流）。

## 車站構造
1面2線島式月台與2面2線側式月台的地面車站。2個側式月台（1、4號月台）夾着島式月台（2、3號月台）。

### 月台配置
| 月台 | 路線    | 方向 | 目的地           |
| ---- | ------- | ---- | ---------------- |
| 1、2 | ■千歲線 | 上行 | 千歲、苫小牧方向 |
| 3、4 | ■千歲線 | 下行 | 札幌、手稻方向   |

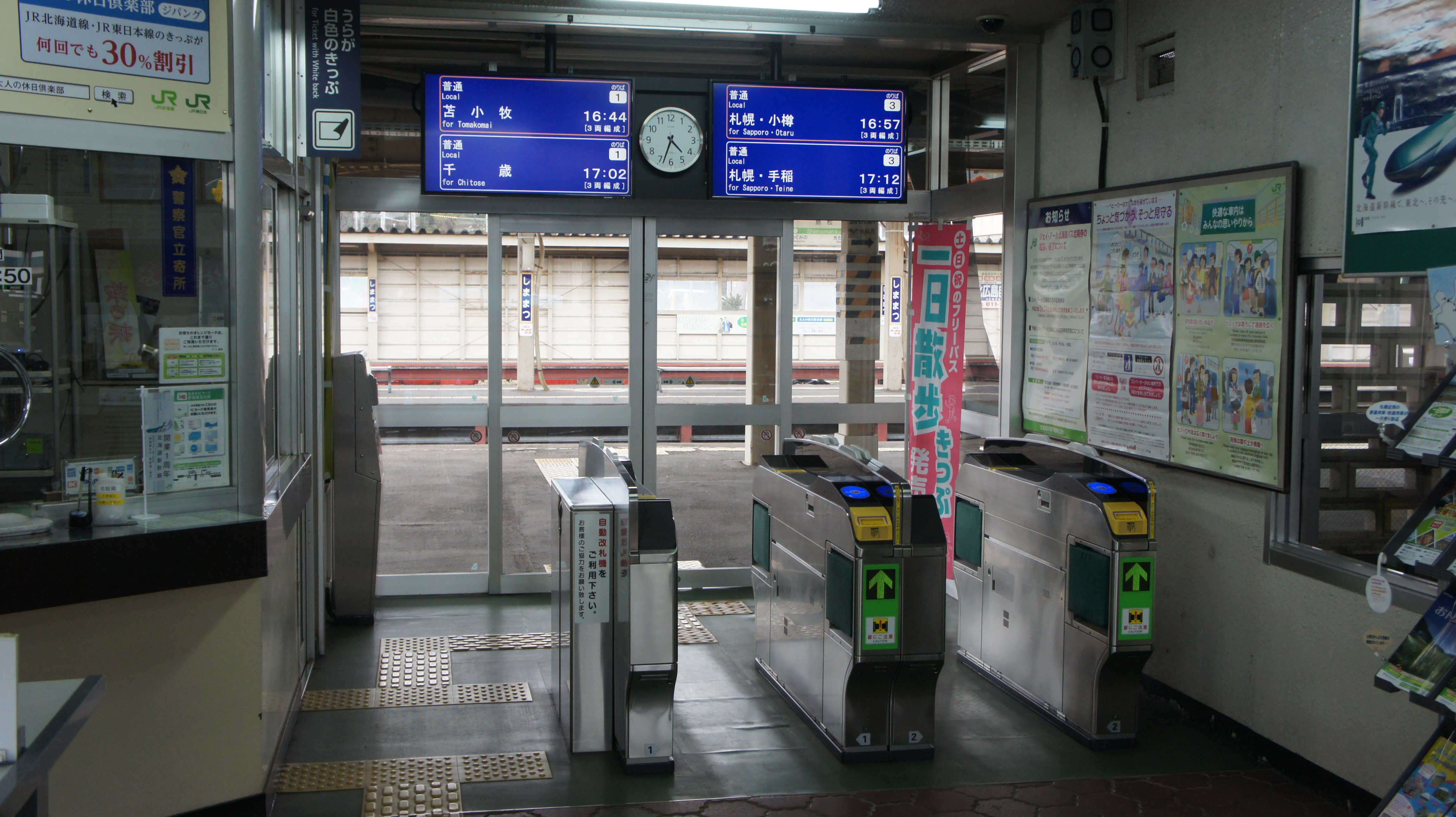
閘口（2017年5月）
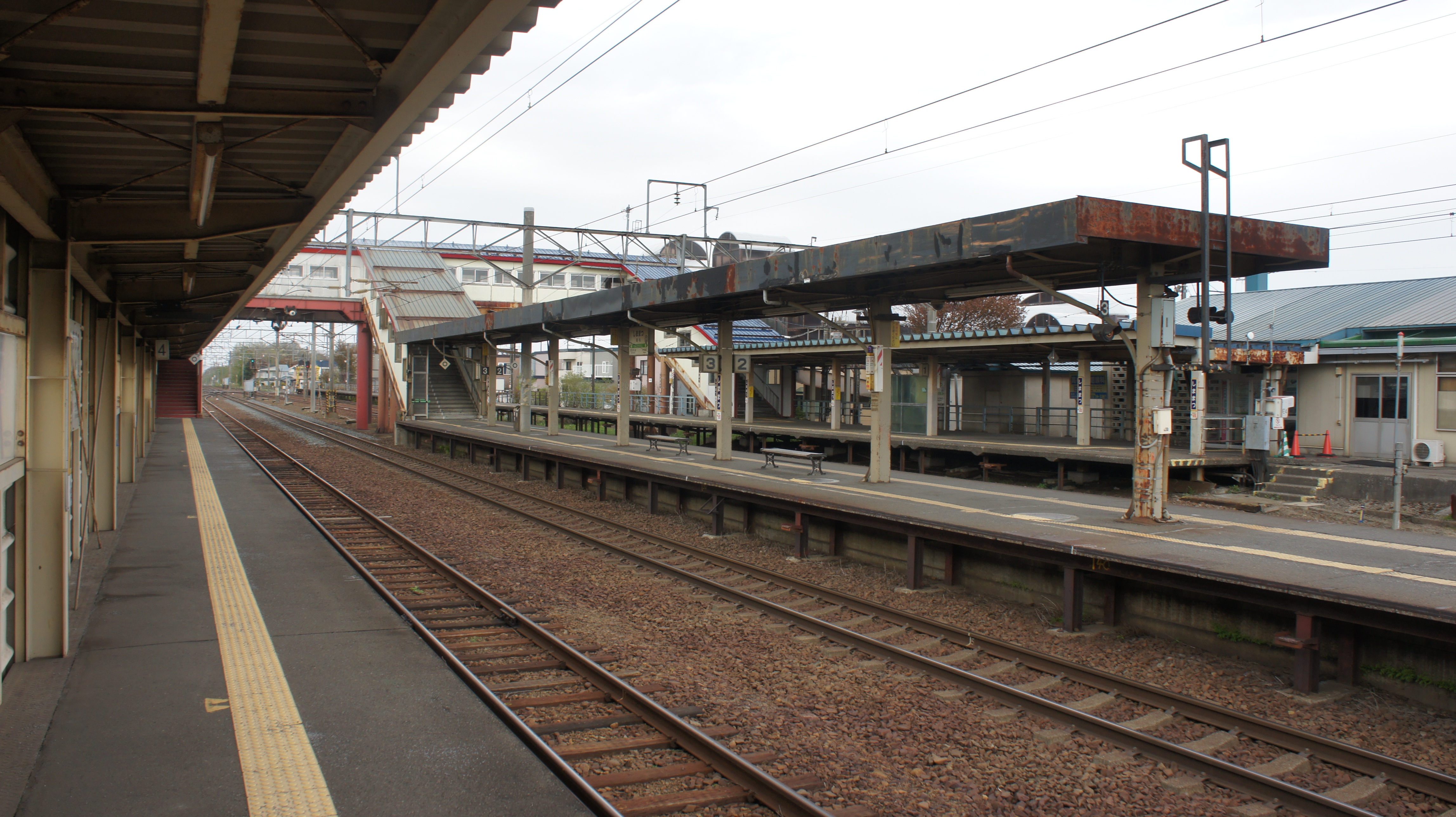
月台（2017年5月）
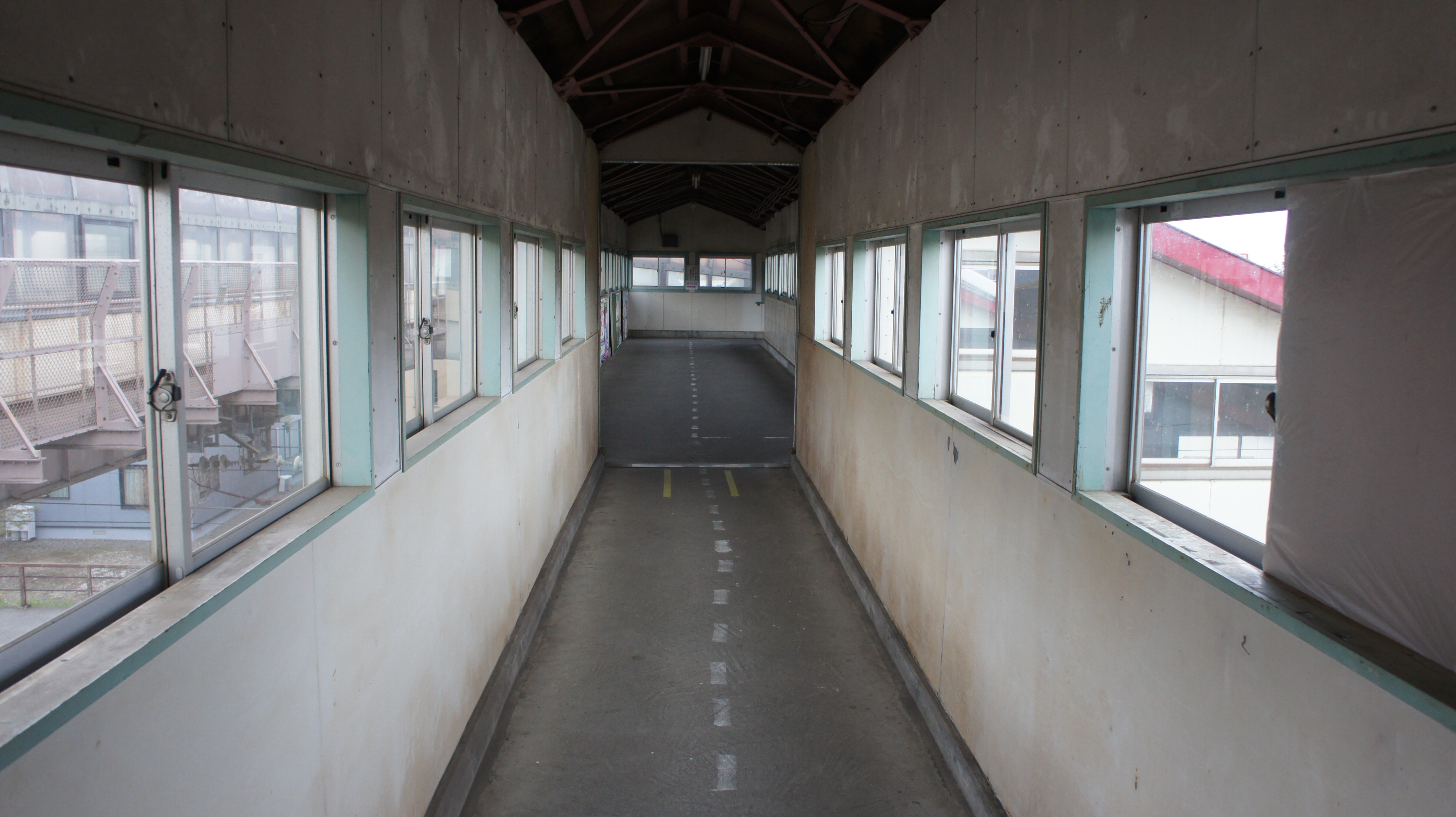
跨線橋（2017年5月）
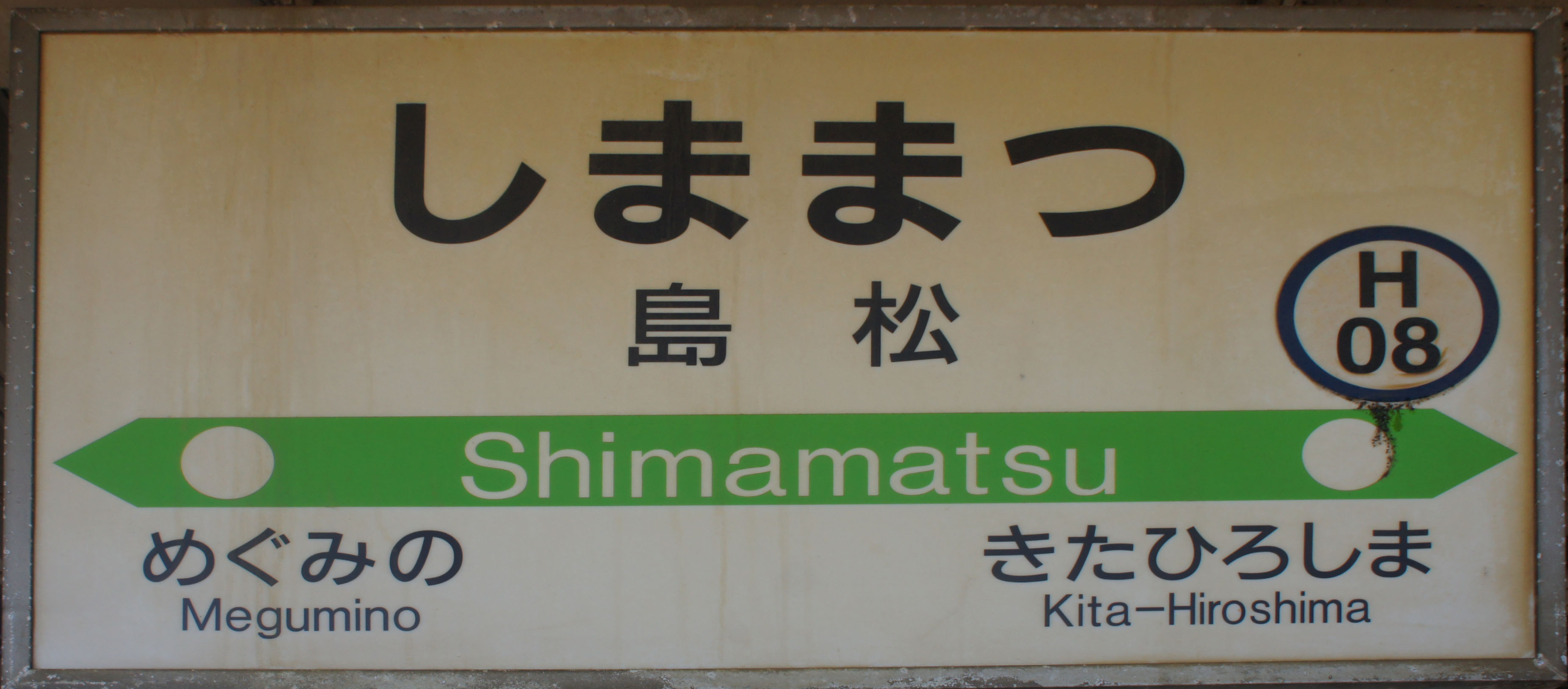
站名牌（2018年9月）

## 使用情況
根據「惠庭市統計書」，近年的各年度上車人次推移如下表。然而，2001年（平成13年）度至2006年（平成18年）度的上車人次單位是百人、2007年（平成19年）度以後的上車人次單位是千人。
| 年度               | 上車人次 | 來源  |
| ------------------ | -------- | ----- |
| 2001年（平成13年） | 7,136    | [ 2 ] |
| 2002年（平成14年） | 7,125    | [ 2 ] |
| 2003年（平成15年） | 7,031    | [ 2 ] |
| 2004年（平成16年） | 6,877    | [ 2 ] |
| 2005年（平成17年） | 6,913    | [ 2 ] |
| 2006年（平成18年） | 6,935    | [ 3 ] |
| 2007年（平成19年） | 695      | [ 4 ] |
| 2008年（平成20年） | 693      | [ 4 ] |
| 2009年（平成21年） | 698      | [ 4 ] |
| 2010年（平成22年） | 698      | [ 4 ] |
| 2011年（平成23年） | 715      | [ 4 ] |
| 2012年（平成24年） | 712      | [ 5 ] |
| 2013年（平成25年） | 721      | [ 5 ] |
| 2014年（平成26年） | 716      | [ 5 ] |
| 2015年（平成27年） | 707      | [ 5 ] |
| 2016年（平成28年） | 702      | [ 5 ] |
| 2017年（平成29年） | 706      | [ 6 ] |

## 相鄰車站
北海道旅客鐵道（JR北海道）
■千歲線
■特急「北斗」、「鈴蘭」、■特别快速「機場」、■快速「機場」
通過
■普通
惠野（H09）－島松（H08）－北廣島（H07）

### 來源
1. ↑  曽根悟（監修）. 朝日新聞出版分冊百科編集部（編集） , 编. . 週刊朝日百科. 24号 石勝線・千歳線・札沼線. 朝日新聞出版. 2009-12-27: 20–21.
2. ↑   (PDF). 平成18年版恵庭市統計書. 恵庭市: 104. 2006  [2018-01-23]. （原始内容 (PDF)存档于2018-01-23）. 外部链接存在于|work= (帮助)
3. ↑   (PDF). 平成19年版恵庭市統計書. 恵庭市. 2007  [2018-01-23]. （原始内容 (PDF)存档于2018-01-23）. 外部链接存在于|work= (帮助)
4. ↑   (PDF). 平成24年版恵庭市統計書. 恵庭市. 2012  [2018-01-22]. （原始内容 (PDF)存档于2018-01-22）. 外部链接存在于|work= (帮助)
5. ↑   (PDF). 平成29年版恵庭市統計書. 恵庭市. 2017  [2018-01-22]. （原始内容 (PDF)存档于2018-01-22）. 外部链接存在于|work= (帮助)
6. ↑   (PDF). 平成30年版恵庭市統計書. 恵庭市. 2018  [2019-04-21]. （原始内容存档 (PDF)于2019-04-21）. 外部链接存在于|work= (帮助)

## 外部連結
- 島松｜駅の情報検索（時刻表・バリアフリー）｜駅・鉄道・旅行｜JR北海道- Hokkaido Railway Company （页面存档备份，存于）